# Norrköpings fögderi
Norrköpings fögderi avsåg den lokala skattemyndighetens verksamhetsområde i nuvarande Norrköpings, Söderköpings, Valdemarsviks och Finspångs kommuner mellan åren 1918 och 1991. Efter detta år omorganiserades skatteväsendet och fögderierna ersattes av en skattemyndighet för varje län – i detta fall den för Östergötlands län. År 2004 gick verksamheten upp i det nybildade Skatteverket.
Norrköpings fögderi föregicks av flera mindre fögderier.
- Finspångs fögderi (1900-1966)
- Björkekind, Östkind, Lösing, Bråbo och Memmings fögderi (1900-1917)
  - Lösings, Björkekinds, Östkinds fögderi (1720-1899)
  - Finspånga läns, Bråbo och Memmings fögderi (1720-1899)
- Hammarkinds och Skärkinds fögderi (1720-1917)